# 23 de marzo
El 23 de marzo es el 82.º (octogésimo segundo) día del año en el calendario gregoriano y el 83.ᵉʳ en los años bisiestos. Quedan 283 días para finalizar el año.

## Acontecimientos
- 625: en Arabia tiene lugar la batalla de Uhud entre musulmanes y no musulmanes.
- 893 (día de Año Nuevo del 280 H en el calendario musulmán): en Sha Bandar (provincia de Sind, Pakistán) y en Ardabil (50 km al oeste del mar Caspio, en Irán) se registra un terremoto que deja un saldo de 150 000 muertos.
- 1391: en la actual frontera francosuiza, a unos 30 km al suroeste de Basilea, se registra un terremoto. Se desconoce el número de víctimas fatales.
- 1508: en España, Fernando el Católico firma unas capitulaciones con Juan Díaz de Solís y Vicente Yánez Pinzón, por las que estos se comprometen a tratar de buscar un estrecho entre el Atlántico y el Pacífico.
- 1534: en Roma, el papa Clemente VII declara que excomulgará a Enrique VIII de Inglaterra si persiste en divorciarse de Catalina de Aragón.
- 1536: en el volcán Etna, unos 50 km al norte de Catania (Sicilia) se registra un terremoto de magnitud 5,1 en la escala sismológica de Richter. Se desconoce el número de víctimas fatales.
- 1568: se firma la Paz de Longjumeau, que puso fin a la segunda guerra de religión entre los hugonotes y los católicos franceses.
- 1582: en Datong (China), 350 km al oeste de Pekín, se registra un terremoto de magnitud 5,0 en la escala sismológica de Richter. Se desconoce el número de víctimas.
- 1584: junto al río San Juan, en el Estrecho de Magallanes, Pedro Sarmiento de Gamboa funda la ciudad de Rey don Felipe.
- 1708: llega a Firth of Forth James Francis Edward Stuart.
- 1748: en Valencia, un terremoto mata a 10.000 personas y destruye el castillo de Montesa, sede de la orden militar de este nombre.
- 1748: en Londres, Händel estrena su obra Alexander Balus.
- 1766: en Madrid empieza el Motín de Esquilache, revuelta popular en protesta por la política del ministro de Carlos III.
- 1775: en la iglesia episcopal de San Juan (Richmond, Virginia, Estados Unidos) Patrick Henry consigue que la colonia de Virginia se una a la guerra de Independencia de los Estados Unidos tras un discurso que termina con su famosa frase "Give me liberty or give me death" ("Denme libertad o muerte").
- 1801: en su dormitorio del castillo San Miguel (Moscú), el zar Pablo I de Rusia es golpeado con una espada, y luego estrangulado.
- 1806: en los Estados Unidos, después de llegar al océano Pacífico, los exploradores Lewis y Clark y sus «cuerpos de descubridores» emprenden el viaje de regreso.
- 1808: el mariscal Murat, cuñado de Napoleón, llega a Madrid al mando de un poderoso ejército francés con el encargo de atraer a Bayona a la familia real española, al tiempo que se niega a reconocer a Fernando VII como rey. Murat, que había sido nombrado lugarteniente de Napoleón en España el 20 de febrero, había iniciado ya la ocupación del reino, ocupando las plazas de Pamplona, Barcelona, Figueras y San Sebastián.
- 1821: en Grecia ―en el marco de su Guerra de Independencia― se realiza la batalla y caída de la ciudad de Kalamata.
- 1839: en los Estados Unidos se registra por primera vez el uso del OK como abreviatura de oll korrect en el periódico Boston Morning Post.
- 1844: a Madrid regresa tras su destierro la Reina Madre María Cristina.
- 1848: en Venecia, la República de San Marcos, se libera de Austria y proclama su independencia.
- 1848: llega a Port Chalmers (Nueva Zelanda) el barco John Wickliffe, llevando los primeros pioneros escoceses. Fundan la provincia de Otago.
- 1857: en Nueva York, Elisha Otis instala el primer ascensor en Broadway 488.
- 1860: batalla de Wad-Ras, que pone fin a la guerra de África, ganada por las tropas españolas, dirigidas por O'Donnell, y en la que Prim se cubrió de gloria.
- 1868: en Oakland (California) se funda la Universidad de California.
- 1877: en Utah, Estados Unidos, es ejecutado por fusilamiento John D. Lee por su participación en la masacre de Mountain Meadows, el único traído a juicio por el hecho.
- 1879: batalla de Calama o batalla de Topáter, primer enfrentamiento armado de la guerra del Pacífico.
- 1889: en los Estados Unidos, el presidente Benjamin Harrison abre el estado de Oklahoma al asentamiento de blancos.
- 1889: en el este de Londres se abre oficialmente el ferri gratuito Woolwich.
- 1889: en Qadian (India), el hazrat Mirza Ghulam Ahmad establece la comunidad musulmana Ahmadiyya.
- 1896: la Legislatura del Estado de Nueva York decreta la ley Raines, que restringía la venta de bebidas alcohólicas en domingo excepto en hoteles.
- 1901: Estados Unidos entrega a España el precio de la venta de las islas de Joló (Filipinas).
- 1902: la Cámara de Italia eleva la edad legal para el trabajo de 9 a 12 años para los niños y de 11 a 15 para las niñas.
- 1902: en el campo de experiencias de Torregorda (Madrid) se verifica el cañón británico Vickers, comprado por el gobierno español.[1]
- 1903: en los Estados Unidos, los Hermanos Wright solicitan una patente para su invención del aeroplano de ala fija.
- 1903: nace en Iquique, Chile, Elena Caffarena, figura emblemática del feminismo chileno.
- 1909: en Nueva York, el expresidente Theodore Roosevelt viaja a un safari en África. El viaje es patrocinado por el Instituto Smithsoniano y la Sociedad Geográfica Nacional.
- 1910: en las islas Canarias, las feministas presentan su candidatura para las elecciones, aún sabiendo que no serán elegidas, como un acto de denuncia hacia la exclusión política a la que se ven sometidas las mujeres en España.
- 1910: en determinadas poblaciones españolas, los vehículos quedan autorizados a circular el Jueves y Viernes Santo.
- 1915: en Murcia se crea la universidad, por Real Decreto.
- 1915: la ciudad polaca de Przemyśl capitula y los rusos hacen 120 000 prisioneros.
- 1918: Letonia proclama su independencia.
- 1919: en Milán (Italia) Benito Mussolini funda el Fasci italiani di combattimento, antecedente del Partido Nacional Fascista.
- 1920: en Salzburgo (Austria) se inaugura el primer festival.
- 1921: el gobierno alemán autoriza la importación de salitre desde Chile.
- 1923: en Sevilla se estrena la cantata El Retablo de Maese Pedro, del compositor español Manuel de Falla.
- 1924: en Berlín (Alemania) se inaugura el Instituto Werner Siemens de investigación radiológica.
- 1924: nace Bette Nesmith Graham, inventora del "Tipex". En esa época era muy difícil borrar los errores cometidos en las primeras máquinas de escribir eléctricas, lo cual causaba muchos problemas a Graham. Con el fin de ganar dinero extra, utilizaba su talento pintando motivos festivos en las ventanas del banco. Entonces ella se dio cuenta y dijo: “Cuando un artista está rotulando, nunca corrige sus errores borrando, sino que siempre pinta encima del error. Así que decidí usar lo que los artistas usan. Puse un poco de pintura de agua en una botella, tomé mi pincel de acuarelas y lo llevé a mi oficina. Utilicé eso para corregir mis errores”.
- 1925: el estado de Tennessee prohíbe la enseñanza de la teoría de la evolución.
- 1927: el poeta Antonio Machado es elegido para ocupar un sillón en la Real Academia Española.
- 1928: José Carlos Mariátegui abandona el APRA y funda el Partido Comunista Peruano.
- 1929: en Santa Fe (Argentina), el río Paraná alcanza los 6,55 metros de altura, e inunda la ciudad.
- 1931: se concede en España la libertad condicional para los firmantes del manifiesto revolucionario.
- 1931: en el marco de la lucha por la independencia de la India, Bhagat Singh, Shivaram Rajguru y Sukhdev Thapar son ahorcados por el asesinato de un superintendente de policía.
- 1933: el Reichstag aprueba una ley por la que se conceden plenos y excepcionales poderes al gobierno de Hitler.
- 1935: se firma la Constitución de las Filipinas.
- 1942: en el marco de la Segunda Guerra Mundial, en el océano Índico, las fuerzas japonesas capturan las Islas Andamán.
- 1942: Los nazis llevan a cabo la Masacre de judíos en Lublin.
- 1945: los Ejércitos Aliados cruzan el Rhin.
- 1945: en Manila (Filipinas), el ejército japonés realiza una matanza de españoles.
- 1948: el británico John Cunningham bate un nuevo récord de altura de 16 800 m con el avión de reacción Vampire.
- 1949: en la ciudad libanesa de Ras el-Nakura se firma un armisticio entre Israel y Líbano.
- 1950: se celebra por primera vez el Día Mundial de la Meteorología por Organización Meteorológica Mundial.
- 1955: en el Sitio de pruebas de Nevada, Estados Unidos detona su bomba atómica Ess, de 1,2 kton, la séptima de las 14 de la operación Teapot. Es la bomba n.º 58 de las 1129 que Estados Unidos detonó entre 1945 y 1992.
- 1956: Pakistán se convierte en la primera república islámica del mundo. (Actualmente este es el Día de la República en ese país).
- 1956: en Hungría se realiza la rehabilitación póstuma de László Rajk, antiguo ministro de Asuntos Exteriores ejecutado en 1949.
- 1959: Günter Grass publica la novela El tambor de hojalata.
- 1960: una sentencia del Tribunal Constitucional alemán de Kalsruhe otorga a los médicos, en el futuro, el acceso libre al seguro implantado por el Estado.
- 1965: la NASA lanza el Gemini 3, la primera nave con dos astronautas (Gus Grissom y John Young).
- 1965: Joaquín Merino obtiene el premio Café Gijón por su novela La isla.
- 1967: en Colombia La Radio Cadena Nacional RCN radio crea su propia programadora de televisión RCN Televisión hoy canal privado.
- 1970: en Camboya, el destituido rey Sihanouk pide a sus súbditos que se pasen a la resistencia contra el gobierno de Lon Nol.
- 1971: en Argentina la Junta de Comandantes en Jefe de las Fuerzas Armadas destituye al presidente de facto Roberto Levingston.
- 1971: en Europa 100 000 campesinos realizan manifestaciones de protesta contra la política agraria de la Comunidad Económica Europea.
- 1971: Argentina y Venezuela restablecen relaciones diplomáticas.
- 1976: entran en vigor el Pacto Internacional de Derechos Civiles y Políticos y su Protocolo Facultativo.
- 1979: Laos y Camboya firman un tratado de amistad; concluye la formación de una Asamblea Indochina, bajo el amparo de Vietnam.
- 1980: el Sha de Persia, exiliado en Panamá, viaja a Egipto, donde debe ser hospitalizado.
- 1980: en Suecia, el 58,2% de los votantes aprueba en referéndum la construcción de nuevas centrales nucleares.
- 1980: en El Salvador el arzobispo Óscar Romero da su famoso sermón dirigiéndose al ejército, pidiéndole que deje de matar salvadoreños. El día siguiente será asesinado durante una misa por agentes del Gobierno.
- 1980: Con la participación de miles de jóvenes alfabetizadores inicia la Cruzada Nacional de Alfabetización en Nicaragua.
- 1980: En Italia, al final de los partidos de la Serie A, en los estadios algunos jugadores y ejecutivos fueron detenidos por el escándalo Totonero.
- 1981: en Bangladés, un golpe de Estado derriba al Gobierno.
- 1981: se constituye en España un mando único de lucha contra el terrorismo, formado por las fuerzas armadas, la policía nacional y la guardia civil, cuyo objetivo prioritario es la desarticulación de ETA.
- 1982: en Guatemala, el general derechista Efraín Ríos Montt derroca en un golpe de Estado la sangrienta dictadura proestadounidense de Fernando Romeo Lucas García. Comienza el genocidio maya.
- 1983: Ronald Reagan anuncia el Sistema Estratégico de Defensa, conocido como Guerra de las Galaxias (por la película Star Wars).
- 1984: en Roma (Italia) un grupo de ladrones se llevan una caja fuerte blindada con valores equivalentes a 3500 millones de pesetas.
- 1986: en Suiza, la OPEP anuncia que acepta una baja global de producción de crudo.
- 1986: en México se publican las altas tasas de mortalidad infantil por desnutrición.
- 1986: en Bolivia se utiliza el 60% de las exportaciones para pagar la deuda externa.
- 1986: en Quito (Ecuador) el gobierno busca recuperar el mercado socialista.
- 1986: en Atenas (Grecia) estalla una bomba contra la estatua de Truman.
- 1986: en Tokio (Japón) Nakasone exhorta fortalecer el ejército.
- 1986: el gobierno de la URSS se indigna por una prueba nuclear en Nevada (Estados Unidos).
- 1987: Willy Brandt dimite como presidente de los socialistas alemanes después del escándalo de espionaje.
- 1987: se declaran amenazadas las Tablas de Daimiel (España) debido a incendios y por la excesiva perforación de pozos.
- 1987: el ministerio fiscal español presenta una querella contra Lola Flores por presunto delito fiscal.
- 1988: en Sapoá (Nicaragua) se firma un acuerdo de alto el fuego entre el Gobierno de Daniel Ortega y la Contra nicaragüense (creada por la CIA por órdenes del presidente Ronald Reagan), con presentación de programas para la pacificación del país.
- 1989: se legaliza el derecho a la huelga en Hungría, segundo país de la Europa del Este que lo reconoce, tras Polonia.
- 1989: el asteroide 4581 Asclepius (de 300 m de diámetro) pasa a 0,70 millones de km de la Tierra (en comparación, la Luna se encuentra a unos 0,38 millones de km).
- 1990: la trapecista española Pinito del Oro gana el Premio Nacional de Circo 1990, otorgado por vez primera por el Ministerio de Cultura.
- 1990: Lothar de Maizière, presidente de la CDU de la RDA, acepta el encargo de formar el primer Gobierno democrático del país tras su victoria en las elecciones del 18 de marzo.
- 1992: Presentación a los medios de comunicación del nuevo tren de alta velocidad español AVE, que recorre 317 km, desde Madrid a Adamuz (Córdoba), y alcanza una velocidad de 300 km/h.
- 1993: Noruega, Austria, Finlandia y Suecia comenzarán conversaciones para su ingreso en la Comunidad Europea.
- 1994: en México, el entonces candidato priista a la presidencia de la República, Luis Donaldo Colosio Murrieta sufre un atentado mientras se encontraba en campaña política en la ciudad de Tijuana, Baja California. Muere horas más tarde en el Hospital General de la misma ciudad.
- 1994: el vuelo 593 de Aeroflot impacta contra una colina en Óblast de Kémerovo. Mueren 75 personas.
- 1997: en la aldea de Havaspur, 60 km al oeste de la ciudad sagrada de Gaya (India), el grupo terrorista Ranvir Sena (formado por terratenientes brahmanes de derechas) matan a 10 dalits (personas de casta baja). Con la sangre de las víctimas escriben el nombre de la organización en las paredes del pueblo.
- 1997: en San Sebastián (España), miles de manifestantes ―convocados por la organización Gesto por la Paz―, piden el final de la violencia de ETA y la liberación del funcionario de prisiones José Antonio Ortega Lara (que lleva 431 días secuestrado) y el empresario Cosme Delclaux (132 días).
- 1997: el poeta asturiano Ángel González ingresa en la Real Academia Española con el discurso «Las otras soledades de Antonio Machado», para ocupar el sillón P (mayúscula), desierto tras la muerte de antropólogo e historiador Julio Caro Baroja.
- 1998: en los Estados Unidos, la película Titanic recibe 11 Premios Óscar.
- 1999: en Asunción (Paraguay) tres individuos con traje militar matan a tiros al vicepresidente paraguayo, Luis María Argaña, principal adversario político del presidente Raúl Cubas. Al día siguiente, la Cámara de Diputados de Paraguay acusa al presidente Cubas del asesinato de Argaña, y vota que sea juzgado y destituido por el Senado.
- 1999: en Viena, la (OPEP) ratifica el nuevo recorte mundial de producción de 2,1 millones de barriles de crudo diarios para forzar un aumento de su precio.
- 2001: la estación espacial rusa Mir reentra en la atmósfera terrestre y se desintegra antes de tocar la superficie terrestre.
- 2005: el Parlamento de Pristina nombra al líder de la Alianza para el futuro de Kosovo, Bajram Kosumi, nuevo jefe del Ejecutivo.
- 2005: la policía francesa detiene a dos presuntos miembros de ETA, uno de los cuales puede ser el subjefe de los comandos de la banda, Joseba Segurola.
- 2005: el ayuntamiento de Guadalajara (España) retira las estatuas del dictador Francisco Franco y del fundador de Falange, José Antonio Primo de Rivera.
- 2005: científicos españoles describen, por primera vez, la estructura del virus de la viruela.
- 2005: por primera vez los astrónomos ven luz de planetas extrasolares.
- 2006: en Buenos Aires (Argentina), el presidente Néstor Kirchner le restituye su grado militar y asciende a general al coronel Juan Jaime Cesio (79), a quien la dictadura cívicomilitar argentina (1976-1983) había condenado deshonrosamente en 1983 por haber denunciado las desapariciones.
- 2006: La videoconsola de sobremesa PSOne cesa su fabricación mundialmente.
- 2009: El Vuelo 80 de FedEx Express se accidenta al aterrizar en la pista 34 izquierda en el Aeropuerto Internacional de Narita fue el peor accidente de ese aeropuerto.
- 2018: en Lima, Martín Vizcarra asume la presidencia del Perú ante la renuncia de Pedro Pablo Kuczynski.
- 2021: Brasil, con 3251 muertes en un día por COVID-19, superó su propio récord mundial.
- 2025: En España, una borrasca provoca una crecida del Río Tajo, que derrumba parte del Puente Medieval de Talavera de la Reina.

## Nacimientos
- 603: Pacal II, gobernante maya (f. 683).
- 1429: Margarita de Anjou, reina consorte inglesa (f. 1482).
- 1645: William Kidd, legendario pirata escocés (f. 1701).
- 1699: John Bartram, botánico estadounidense (f. 1777).
- 1732: María Adelaida de Francia, aristócrata francesa (f. 1800).
- 1749: Pierre Simon Laplace, matemático y astrónomo francés (f. 1827).
- 1754: Jurij Bartolomej Vega, matemático, físico y oficial de artillería esloveno (f. 1802).
- 1769: William Smith, geólogo y cartógrafo británico (f. 1839).
- 1813: Anselme Bellegarrigue, anarquista francés (f. 1869).
- 1814: Gertrudis Gómez de Avellaneda, poetisa y escritora cubana (f. 1873).
- 1823: Schuyler Colfax, político estadounidense (f. 1885).
- 1833: Franz Bendel, compositor y pianista bohemio (f. 1874).
- 1834: Julius Reubke, compositor, pianista y organista alemán (f. 1858).
- 1847: Theodore Roussel, pintor británico de origen francés (f. 1926).
- 1852: Domingo Rivero, poeta español (f. 1929).
- 1858: Ludwig Quidde, historiador y pacifista alemán, premio nobel de la paz en 1927 (f. 1941).
- 1868: Dietrich Eckart, político e ideólogo alemán (f. 1923).
- 1870: Sofía Martins de Sousa, pintora portuguesa (f. 1960).
- 1878: Franz Schreker, director de orquesta y compositor austriaco (f. 1934).
- 1881: Roger Martin du Gard, novelista francés, premio nobel de literatura en 1937 (f. 1958).
- 1881: Hermann Staudinger, químico alemán, premio nobel de química en 1953 (f. 1965).
- 1881: Egon Petri, pianista alemán (f. 1962).
- 1882: Emmy Noether, matemática alemana (f. 1935).
- 1885: Adelardo Covarsí, pintor, profesor e historiador del Arte español (f. 1951).
- 1885: Roque González Garza, político mexicano (f. 1962).
- 1887: Juan Gris (José Victoriano González-Pérez), pintor español (f. 1927).
- 1887: Félix Yusúpov, aristócrata ruso (f. 1967).
- 1888: Roberto Cruz, militar y político mexicano (f. 1989).
- 1893: Ángel Cruchaga, poeta chileno, Premio Nacional de Literatura de Chile en 1948 (f. 1964).
- 1893: Cedric Gibbons, director artístico estadounidense de cine (f. 1960).
- 1895: Alejandro Goicoechea, ingeniero español (f. 1984).
- 1896: Manuel Suárez y Suárez, empresario y mecenas mexicano (f. 1987).
- 1897: Raúl Porras Barrenechea, historiador y diplomático peruano (f. 1960).
- 1900: Erich Fromm, psicoanalista germano-estadounidense (f. 1980).
- 1900: Alexander Luchinsky, militar soviético (f. 1990)
- 1903: Alejandro Casona, dramaturgo español (f. 1965).
- 1903: Germán Busch Becerra, militar y político boliviano (f. 1939).
- 1904: Joan Crawford, actriz estadounidense (f. 1977).
- 1905: Lale Andersen, cantautora alemana (f. 1972).
- 1907: Daniel Bovet, farmacólogo suizo, premio nobel de medicina en 1957 (f. 1992).
- 1908: Jóvito Villalba Gutiérrez, político venezolano (f. 1989).
- 1910: Akira Kurosawa, cineasta japonés (f. 1998).
- 1912: Werner von Braun, ingeniero espacial alemán (f. 1977).
- 1913: Hildegard Baum Rosenthal, fotoperiodista suizo brasileña (f. 1990).
- 1915: Vasili Záitsev, militar soviético (f. 1991).
- 1917: Víctor Alcocer, actor mexicano (f. 1984).
- 1920: Milton Castellanos Everardo, político mexicano (f. 2011).
- 1920: Nybia Mariño, pianista uruguaya de música clásica (f. 2014).
- 1922: Ugo Tognazzi, actor y cineasta italiano (f. 1990).
- 1929: Roger Bannister, atleta británico (f. 2018).
- 1931: Víktor Korchnói, ajedrecista ruso (f. 2016).
- 1932: Larry Evans, ajedrecista estadounidense (f. 2010).
- 1932: Louisiana Red, cantante y guitarrista de blues estadounidense (f. 2012).
- 1933: Rolando Cárdenas, poeta chileno (f. 1990).
- 1933: John Taylor, piloto de automovilismo británico (f. 1966).
- 1933: Philip Zimbardo, psicólogo estadounidense.
- 1934: Mark Rydell, cineasta estadounidense.
- 1935: María Vaner, actriz argentina (f. 2008).
- 1936: Sergio Kleiner, actor argentino.
- 1937: Robert Gallo, biólogo estadounidense.
- 1937: Moacyr Scliar, escritor brasileño (f. 2011).
- 1939:Enrique Low Murtra, fue un economista y abogado colombiano que fue  asesinado a la salida de la Universidad de La Salle por su lucha contra el narcotráfico en Colombia. (f. 1991).
- 1942: Michael Haneke, cineasta austríaco.
- 1943: Nils-Aslak Valkeapää, escritor finlandés (f. 2001).
- 1944: Michael Nyman, pianista, musicólogo y compositor británico.
- 1945: Franco Battiato, cantautor, músico y director de cine italiano (f. 2021).
- 1946: Adrián Ghio, actor argentino (f. 1991).
- 1949: Ric Ocasek, cantante estadounidense, de la banda The Cars (f. 2019).
- 1951: Corinne Clery, actriz francesa.
- 1952: Kim Stanley Robinson, escritor estadounidense.
- 1952: Rex Tillerson, ingeniero, empresario y político estadounidense
- 1953: Baudilio Díaz, beisbolista venezolano (f. 1990).
- 1953: Chaka Khan, cantante estadounidense.
- 1955: Moses Malone, baloncestista estadounidense (f. 2015).
- 1955: Verónica Miriel, actriz de cine y televisión nacida en Chile.
- 1956: José Manuel Durão Barroso, político, primer ministro portugués (2002-2004) y presidente europeo (2004-2014).
- 1957: Lucio Gutiérrez, militar e ingeniero civil ecuatoriano, presidente de Ecuador entre 2003 y 2005.
- 1957: Amanda Plummer, actriz estadounidense.
- 1957: Nieves Herrero, periodista española.
- 1958: Alexander Chuprian, político y comandante militar ruso.
- 1959: Philippe Volter, actor belga (f. 2005).
- 1960: Rafael Ferrer, actor estadounidense.
- 1962: Steve Redgrave, remero británico.
- 1962: Jenny Wright, actriz estadounidense.
- 1963: Míchel (José Miguel González), futbolista español.
- 1963: Jorge Rinaldi, futbolista argentino.
- 1964: Hope Davis, actriz estadounidense.
- 1965: Richard Grieco, actor estadounidense.
- 1966: Marin Hinkle, actriz tanzano-estadounidense.
- 1968: Damon Albarn, cantante británico, de las bandas Blur y Gorillaz.
- 1968: Fernando Hierro, futbolista español.
- 1969: Juan Ramón López Caro, entrenador español de fútbol.
- 1970: Gianni Infantino, abogado ítalo-suizo, presidente de la FIFA.
- 1971: Karen McDougal, modelo estadounidense.
- 1972: Joe Calzaghe, boxeador británico.
- 1973: Jerzy Dudek, futbolista polaco.
- 1973: Jason Kidd, baloncestista estadounidense.
- 1976: Chris Hoy, ciclista británico.
- 1976: Dougie Lampkin, piloto británico de trial.
- 1976: Michelle Monaghan, actriz estadounidense.
- 1976: Keri Russell, actriz estadounidense.
- 1976: Ricardo Zonta, piloto brasileño de Fórmula 1.
- 1977: Alejandro de la Madrid, actor mexicano.
- 1978: Walter Samuel, futbolista argentino.
- 1978: Nicholle Tom, actriz estadounidense.
- 1979: Danny Rosales, comediante, actor e imitador peruano.
- 1979: Ray Gordy, luchador profesional estadounidense.
- 1980: Natalia Jerez, actriz, presentadora y modelo colombiana.
- 1981: Brett Young, cantante y compositor estadounidense.
- 1983: Mohamed Farah, atleta británico de origen somalí.
- 1983: Jerome Thomas, futbolista británico.
- 1984: Lazhar Hadj Aïssa, futbolista argelino.
- 1985: Manuel Fortuna, baloncestista dominicano.
- 1985: Maryana Spivak, actriz rusa
- 1986: Steven Strait, actor estadounidense.
- 1986: Andrea Dovizioso, piloto italiano de motos.
- 1986: Fabián Assmann, futbolista argentino.
- 1987: Jessica Marie Garcia, actriz estadounidense.
- 1989: Formose Mendy, futbolista senegalés.
- 1990: Jaime Alguersuari, piloto español de Fórmula 1.
- 1990: Eugenia de York, princesa del Reino Unido.
- 1991: Facundo Campazzo, baloncestista argentino.
- 1992: Kyrie Irving, baloncestista estadounidense.
- 1994: Arkano, rapero y freestyler español.
- 1994: Marlon Hairston, futbolista estadounidense.
- 1995: Victoria Pedretti, actriz estadounidense de cine y televisión.
- 1996: Alexander Albon, piloto tailandés de Fórmula 1.
- 1996: Antonio Romano, futbolista italiano.
- 1997: Luis Escudero, practicante de artes marciales mixtas mexicano.
- 1999: Yunho, cantante surcoreano miembro de ATEEZ.
- 2000: Renjun, cantante y miembro de la banda NCT DREAM.
- 2009: Txunamy Ortiz, actriz estadounidense.

## Fallecimientos
- 1022: Zhenzong, emperador chino (n. 968).
- 1369: Pedro I de Castilla, rey de Castilla (n. 1334).
- 1555: Julio III, papa católico italiano (n. 1487).
- 1606: Justo Lipsio, humanista flamenco (n. 1547).
- 1606: Toribio de Mogrovejo, obispo peruano (n. 1538).
- 1613: Jerónimo de Ayanz y Beaumont, militar e inventor español (f. 1553).
- 1627: Ludovico Zacconi, compositor italiano (n. 1555).
- 1748: Johann Gottfried Walther, compositor alemán (n. 1684).
- 1779: Antonio Gómez, obispo español (n. 1711).
- 1813: Augusta de Hannover, aristócrata británica (n. 1737).
- 1842: Stendhal (Henrí Beyle), escritor francés (n. 1783).
- 1849: Andrés Manuel del Río, científico español (n. 1764).
- 1862: Manuel Robles Pezuela, militar y político mexicano (n. 1817).
- 1866: Juan José Lerena y Barry, marino español (n. 1796).
- 1879: Eduardo Abaroa Hidalgo, ingeniero y militar boliviano (n. 1838).
- 1884: Henry C. Lord, empresario estadounidense (n. 1824)
- 1900: Lorenzo Casanova Ruiz, pintor español (n. 1844).
- 1901: Konstantin Stoilov, político búlgaro (n. 1853).
- 1904: Apolinário Porto-Alegre, escritor, historiógrafo, poeta y periodista brasileño (n. 1844).
- 1917: Carolina Muzzilli, activista socialista argentina (n. 1889).
- 1923: Marcos Mateo Conesa, militar español y uno de los Últimos de Filipinas (n. 1876).
- 1927: Paul César Helleu, pintor francés (n. 1859).
- 1942: Marcelo T. de Alvear, presidente argentino (n. 1868).
- 1943: Joseph Schillinger, compositor y teórico ruso-ucraniano (n. 1895).
- 1943: Anastasio Treviño Martínez, político mexicano (n. 1870).
- 1946: Alberto Ghiraldo, escritor anarquista argentino (n. 1875).
- 1946: Francisco Largo Caballero, político y presidente español entre 1936 y 1937 (n. 1869).
- 1947: Ferdinand Zecca, cineasta francés (n. 1864).
- 1953: Raoul Dufy, pintor, artista gráfico y diseñador textil francés (n. 1877).
- 1955: Artur Bernardes, político brasileño, presidente entre 1922 y 1926 (n. 1875).
- 1964: Peter Lorre, actor húngaro-estadounidense (n. 1904).
- 1965: Mae Murray, actriz estadounidense (n. 1885).
- 1969: Arthur Lismer, pintor canadiense (n. 1895).
- 1970: Skull Murphy, luchador profesional canadiense (n. 1930).
- 1971: Simon Vestdijk, escritor neerlandés (n. 1898).
- 1972: Cristóbal Balenciaga, modista español (n. 1895).
- 1979: Antonio Brosa, violinista español (n. 1894).
- 1979: Chano Urueta, cineasta mexicano (n. 1904).
- 1981: Claude Auchinleck, militar británico (n. 1884).
- 1981: Mike Hailwood, piloto británico de motociclismo y automovilismo (n. 1940).
- 1981: José María Moreno Galván, intelectual, periodista español (n. 1923).
- 1985: Zoot Sims, saxofonista estadounidense de jazz (n. 1925).
- 1992: Friedrich Hayek, filósofo austríaco, Premio en Ciencias Económicas en memoria de Alfred Nobel en 1974 (n. 1899).
- 1993: Nabucodonosorcito, payaso español (n. 1912).
- 1994: Luis Donaldo Colosio, político mexicano (n. 1950).
- 1994: Giulietta Masina, actriz italiana (n. 1921).
- 1994: Álvaro del Portillo, obispo español, Prelado del Opus Dei (n. 1914).
- 1995: Alfons Deloor, ciclista belga (n. 1910).
- 1996: Alfredo Gracia, promotor cultural mexicano de origen español (n. 1910).
- 1999: Luis María Argaña, político paraguayo (n. 1932).
- 2002: Gabriel Betancourt, político colombiano (n. 1918).
- 2003: Daniel Estrada Pérez, abogado y político peruano (n. 1947).
- 2006: Eloy de la Iglesia, cineasta español (n. 1944).
- 2006: Desmond Doss, soldado estadounidense objetor de conciencia (n. 1919).
- 2007: Paul Cohen, matemático estadounidense (n. 1934).
- 2008: Hugo Correa, periodista y escritor chileno (n. 1926).
- 2008: Vaino Vahing, psiquiatra, autor y dramaturgo estonio (n. 1940).
- 2009: Carlos Semprún Maura, escritor, dramaturgo y periodista español (n. 1926).
- 2009: Raúl Macías, «el Ratón Macías», boxeador mexicano (n. 1934).
- 2009: Álvaro Ugaz Otoya, periodista peruano (n. 1968).
- 2009: Ghukas Chubaryan, escultor armenio (n. 1923).
- 2011: Elizabeth Taylor, actriz británica (n. 1932).
- 2011: Juan Carlos Eguillor Uribarri, historietista, pintor y grabador español (n. 1947).
- 2012: Chico Anysio, actor y comediante brasileño (n. 1931).
- 2014: Adolfo Suárez, abogado y político español, presidente del Gobierno de España entre 1976 y 1981 (n. 1932).
- 2015: Lee Kuan Yew, político singapurense (n. 1923).
- 2017: Lola Albright, actriz estadounidense. (n. 1925).
- 2019: César Lévano, escritor y periodista peruano (n. 1926).
- 2020: Santiago García Pinzón, actor, director y dramaturgo colombiano. (n. 1928).
- 2020: Lucía Bosé, actriz y modelo italiana (n. 1931).
- 2021: George Segal, actor estadounidense (n. 1934).
- 2022: Madeleine Albright, diplomática y política checo-estadounidense (n. 1937).

## Celebraciones
- Día Mundial del Oso.[2]
Celebra a todos los osos, independientemente de su especie. Para destacar su diversidad y su papel crucial en los ecosistemas y promover su conservación.
Existen 8 especies: El Oso pardo, el Oso polar, el Oso negro americano, el Oso negro asiático, el Oso malayo, el Oso de anteojos, el Oso perezoso (no debe confundirse con Perezoso) y el Oso panda.
No debe confundirse con: 21 de febrero: Día Internacional para la Protección de los Osos.

- Día Mundial del Ascensor.[3]
Se recuerda la aparición de este valioso invento. En esta fecha de 1853 surge el primer ascensor comercial para pasajeros, creado por Elisha Otis. Otis Elevator se fundó en 1853 y desde entonces es una de las compañías referentes a nivel mundial. En aquella época, el ascensor movido a vapor era capaz de subir hasta cinco pisos en menos de un minuto. En la actualidad, son capaces de subir más de 400 metros en un minuto.

- Día de la palabra OK.
Esta fecha de 1839 se usó por primera vez la famosa abreviatura por el periódico Boston Morning Post en un párrafo, como un supuesto error ortográfico del inglés «all correct», en español «todo correcto». Proviene del inglés estadounidense y se usa como «de acuerdo», «está bien» o para indicar conformidad. Se usa como adjetivo y adverbio.

Compartidas (Por orden alfabético)
- Hungría y  Polonia: 
  - Día de la Amistad Húngaro-Polaca.[4]
(en inglés: Day of Hungarian-Polish Friendship).

- Naciones Unidas: 
  - Día Meteorológico Mundial.[5]
Se celebra desde el año 1961 esta fecha, establecida ese mismo año por la Organización Meteorológica Mundial (WMO) en saludo a la creación en 1950 de esta organización. Además para crear conciencia de la importancia que tiene la meteorología y la hidrología para el equilibrio del medio ambiente natural y todas las actividades que realiza el hombre en el planeta.
  - Día Mundial del Aprendizaje.
Establecido por la UNESCO en 2017, destaca la importancia del aprendizaje para el crecimiento y desarrollo de las personas.
  - 21 al 27 de marzo: Semana de solidaridad con los pueblos que luchan contra el racismo y la discriminación racial.

- Organización Mundial de la Salud:
  - Día Mundial de la Rehabilitación.[6]
Establecido por la OMS para destacar la importancia de garantizar el acceso a servicios de rehabilitación de calidad. Busca que las personas con discapacidades o condiciones de salud puedan alcanzar su máximo potencial físico, psicológico y social, promoviendo su independencia e inclusión en la sociedad mediante intervenciones multidisciplinarias.

 Por países (Por orden alfabético)
- Argentina: 
  - Día Nacional de la Columna Vertebral.[7]

- Azerbaiyán:
  - Día de los funcionarios del Ministerio de Ecología y recursos naturales de Azerbaiyán.

- Bolivia: 
  - Día del Mar.
Se recuerda la pérdida del Departamento del Litoral.

- Colombia: 
  - Día del Optómetra.
Conmemora el Decreto 825 de 1954 que reguló esta profesión. Reconoce a quienes cuidan la salud visual, promoviendo prevención y tratamiento de trastornos oculares para mejorar la calidad de vida de la población.

- España: 
  - Día de la Conciliación Familiar y Profesional.[8]

- Estados Unidos: 
  - Día del Orgullo Ravenclaw.[9]
(en inglés: Ravenclaw Pride Day).
  - Día Nacional del Chip y el Dip.[10]
(en inglés: National Chip and Dip Day).
  - Día Nacional del Cachorro (perrito).[11]
(en inglés: National Puppy Day).
  - Día del Ateo.[12]
(en inglés: Atheist Day).
  - Día del Gatito Mimoso.[13]
(en inglés: Cuddly Kitten Day).
  - Día de las Tostadas Melba.[14]
(en inglés: Melba Toast Day).
  - Día Nacional de la Chía.[15]
(en inglés: National Chia Day).
  - Día Nacional del Tamal.[16]
(en inglés: National Tamale Day).
  - Día Nacional de los Casi Accidentes.[17]
(en inglés: Near Miss Day).
  - Día OK.[18]
(en inglés: OK Day).

- Pakistán: 
  - Día de Pakistán.
Es un feriado nacional en Pakistán que conmemora principalmente la adopción de la primera Constitución de Pakistán durante la transición del Dominio de Pakistán a la República Islámica de Pakistán el 23 de marzo de 1956 (hace 69 años), convirtiendo a Pakistán en la primera república islámica del mundo, que sigue siendo un estado miembro de la Mancomunidad de Naciones.
(en urdu: یومِ پاکستان, pronunciación: Yaum-e-Pakistan).
(en inglés: Pakistan Day).

Religiosas
- Comunidad Ahmadía:
  - Día del Mesías Prometido.[19]

### Santoral católico

Santa Rebeca de Himlaia.

- San Fingar o Guignero de Cornualles, mártir (c. 460).[20]
- Santos Victoriano, Frumencio y compañeros de Cartago, mártires (f. 484).[21]
- San Gualterio de Pontoise, abad (f. c. 1095).[22][20]
- San Otón de Ariano, ermitaño (f. c. 1120).[20]
- Beato Pedro de Gubbio, presbítero (f. c. 1306).[20]
- Beato Edmundo Sykes, presbítero y mártir (f. 1587).[20]
- Santo Toribio de Mogrovejo, obispo (f. 1606).[23]
- Beato Pedro Higgins, presbítero y mártir (f. 1642).[20]
- San José Oriol, presbítero (f. 1702).[24][20]
- Beata Anunciata Cocchetti, virgen (f. 1882).[25]
- Santa Rebeca de Himlaya, virgen (f. 1914).[26][20](imagen ilustrativa).
- Beato Metodio Domingo Trcka, presbítero y mártir (f. 1959).[27][20]